# Yoo Yong-sung

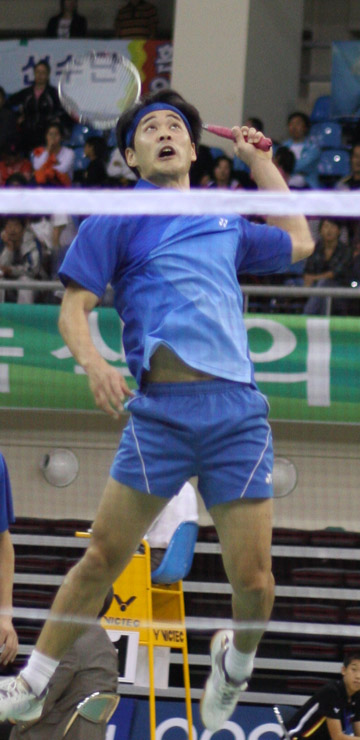
Yoo Yong-sung (2008)

Yoo Yong-sung (koreanisch 유용성; * 25. Oktober 1974 in Dangjin) ist ein ehemaliger südkoreanischer Badmintonspieler.
Yoo gewann 1997 und 2002 das Herrendoppel der Swiss Open zusammen mit seinem Partner Lee Dong-soo.
Yoo spielte bei Olympia 2004 im Männerdoppel mit seinem Partner Lee Dong-soo. Sie bezwangen in der ersten Runde José Antonio Crespo und Sergio Llopis aus Spanien und in der zweiten Runde Luluk Hadiyanto und Alvent Yulianto aus Indonesien. Im Viertelfinale bezwangen Yoo und Lee Choong Tan Fook und Lee Wan Wah aus Malaysia mit 11:15, 15:11, 15:9. Sie gewannen das Halbfinale gegen Jens Eriksen und Martin Lundgaard Hansen aus Dänemark 9:15, 15:5, 15:3, aber verloren das Finale gegen die koreanischen Landsmänner Kim Dong-moon und Ha Tae-kwon mit 15:11, 15:4, um schließlich die Silbermedaille zu erhalten.